# Shia LaBeouf
Shia Saide LaBeouf (* 11. června 1986 v Los Angeles v Kalifornii) je americký herec, držitel ocenění Ceny Daytime Emmy a BAFTA.

## Život
Shia LaBeouf se narodil 11. června 1986 v Kalifornii jako jediné dítě do rodiny tanečnice a baletky Shayny a veterána války ve Vietnamu Craiga LaBeoufa, který se živil jako mim nebo klaun. Od malička byl veden k židovskému náboženství, protože jeho matka měla židovské kořeny. Jméno Shia znamená v hebrejštině „dar od boha“.
Jeho otec byl závislý na heroinu a už v 10 letech dával synovi kouřit marihuanu. Rodiče se později rozešli, především kvůli finančním problémům.
V 10 letech začal vystupovat v malých klubech při akcích zvaných „talking dirty“, což bylo komediální vystupování ve stoje před obecenstvem. Následně sehnal agenta a vystupoval i v několika finančně úspěšných vystoupeních. V roce 2000 dostal nabídku na televizní seriál Báječní Stevensovi, který vysílala stanice Disney Channel, kde ztvárnil líného žáka sedmé třídy.
V roce 2003 si zahrál ve filmu Díry po boku Jona Voighta. V následujících letech byl obsazen v komerčně úspěšných filmech Já, robot a Constantine, kde si zahrál menší role.
K jeho nejznámějším filmům patří filmová trilogie Transformers a čtvrtý díl Indiana Jonese s názvem Indiana Jones a království křišťálové lebky.
Během přípravy na roli ve filmu Železná Srdce se natolik vžil do své postavy, že si pořezal obličej a nechal vytrhnout jeden zub aby vypadal věrohodně jako jeho postava tankisty.
V srpnu 2022 během natáčení filmu o katolickém mystikovi pateru Piovi, na které se herec připravoval i v klášteře, LaBeouf uvedl, že konvertoval ke katolické církvi. V rozhovoru s americkým biskupem Barronem uvedl, že klíčovou roli v jeho konverzi sehrála tradiční latinská mše.

## Filmografie
- Snídaně s Einsteinem (1998)
- Movie Surfers (1998)
- The Christmas Path (1998)
- Say What? Karaoke (1999)
- Báječní Stevensovi (2000)
- Hounded (2001)
- Express Yourself (2001)
- Eddie a Tru (2002)
- Stevensovi bodují (2003)
- Charlieho andílci: Na plný pecky (2003)
- Díry (2003)
- Blbý a ještě blbější: Jak Harry potkal Lloyda (2003)
- Bitva o Shaker Heights (2003)
- Já, robot (2004)
- Golfový sen (2005)
- Constantine (2005)
- Průvodce k rozpoznání tvých svatých (2006)
- Bobby (2006)
- Transformers (2007)
- Divoké vlny (2007)
- Disturbia (2007)
- Oko dravce (2008)
- Indiana Jones a království křišťálové lebky (2008)
- Transformers: Pomsta poražených (2009)
- New Yorku, miluji Tě! (2009)
- Wall Street: Peníze nikdy nespí (2010)
- Transformers 3 (2011)
- Země bez zákona (2012)
- Pravidla mlčení (2012)
- Nymfomanka (2013)
- Železná srdce (2014)